# Kolor szafranu (film)
Kolor szafranu (hindi Rang De Basanti) – indyjski dramat filmowy z 2006 roku w reżyserii Rakeysha Omprakasha Mehry. W roli głównej wystąpił gwiazdor Bollywood Aamir Khan. Zdjęcia kręcono w Delhi oraz w stanie Radżastan. 
Film, w którym szafran symbolizuje Indie i patriotyzm, równolegle pokazuje współczesne pokolenie młodych Hindusów (generację SMS-ów, jak mówi jeden z bohaterów) i historię ich rówieśników - indyjskich bojowników o wolność kraju powieszonych przez Brytyjczyków w latach 30. XX wieku.

## Fabuła
Młoda Angielka Sue marzy o zrobieniu filmu na temat wydarzeń buntu Hindusów przeciwko okupantom brytyjskim w latach 1920–1930. Rebelia ta opisana w pamiętniku przez ich wroga, a dziadka Sue zakończyła się powieszeniem jej przywódców. Wśród nich byli dziś uznani w Indiach za bohaterów – Bhagat Singh, Chandrasekhar Azad, Biwaram Rajguru, poeta Ram Prasad Bismil, który modlił się do Boga o tysiąc narodzin, aby mógł każde ze swoich tysiąca żyć ofiarować za kraj i muzułmanin Ashfaqulla Khan, który napisał przed egzekucją: „Jestem dumny z tego, że jestem pierwszym muzułmaninem oddającym na szubienicy życie za wolność mego kraju”.
Sue bardzo przejęta ich losem przeżywa wielkie rozczarowanie, gdy w Londynie wytwórnia odmawia pieniędzy na produkcję doradzając jej zajęcie się tematem bardziej cieszącym się popularnością np. historią Gandhiego. Niezrażona porażką jedzie do Delhi zdecydowana nakręcić ten film. Z pomocą indyjskiej przyjaciółki Soni urządza casting wśród studentów. Odtwórców do ról młodych bojowników o wolność Indii znajduje w paczce lekkoduchów, ludzi oddanych tylko beztroskiej zabawie. W grupie tej rej wodzi „wieczny student”, odżartowujący wszystko DJ (Aamir Khan), z czasem zakochany w Sue. W miarę zagłębiania się w temat filmu młodzi ludzie coraz bardziej zastanawiają się nad sobą i nad swoim krajem. Zaczyna przemawiać do nich ofiarna postawa ich rówieśników, którzy zginęli w walce z Brytyjczykami o wolność Indii. Utożsamiają się z granymi rolami zrzucając z siebie maskę wiecznego żartu i kpiny. Nową dla siebie postawę zaangażowania w sprawy kraju mają okazję wypróbować, gdy ich przyjaciel, narzeczony Soni lotnik Ajay ginie w katastrofie lotniczej. Młodzi żądają wyjaśnień i ukarania skorumpowanych polityków winnych wielu katastrof samolotów spowodowanych zakupem za łapówki wadliwego sprzętu. Zaczynają desperacką walkę z systemem korupcji o sprawiedliwość.

## Obsada
- Aamir Khan – DJ/Chandrasekhar Azad
- Siddharth Narayan – Karan/Bhagat Singh
- Kunal Kapoor – muzułmanin Aslam/Ashfaqullam Khan
- Atul Kulkarni – Laxman Pandey/Ramprasad Bismil
- Sharman Joshi – Sukhi/Biwaram Rajguru
- Soha Ali Khan – Sonia/Durga Vohra
- Alice Patten – Angielka Sue
- R. Madhavan – lotnik Ajay Rathod
- Kirron Kher – matka DJ-a
- Anupam Kher – ojciec Karana
- Om Puri – ojciec Aslama
- Waheeda Rehman – matka Ajaya

## Muzyka i piosenki
Twórcą muzyki jest znany i wielokrotnie nagradzany tamilski kompozytor filmowy A.R. Rahman.
1. „Paathsha” – „Be a Rebel!” („Buntuj się!”)
2. „Rang de Basanti” (śpiewa Daler Mehndi)
3. „Tu Bin Bataye”
4. „Lalkaar” (melorecytacja Aamira Khana)
5. „Khalbali”
6. „Luka Chupi”
7. „Khoon Chala”
8. „Rubaroo”

## Nominacje i nagrody
- Jako oficjalny kandydat Indii dramat ubiegał się o nominację do Oscara za najlepszy film obcojęzyczny, ale ostatecznie jej nie otrzymał.
- Nagroda GIFA Award za najlepszą muzykę dla A.R. Rahmana
- nominacja do Nagrody GIFA 2006 za najlepszę rolę dla Aamira Khana
- Nagroda Screen Awards 2006 dla R.O. Mehry za najlepszą reżyserię
- nominacja do Nagrody Filmfare dla Najlepszego Filmu
- dla Rekeysha Mehry nominacja do Nagrody Filmfare dla Najlepszego Reżysera
- dla Aamira Khana nominacja do Nagrody Filmfare dla Najlepszego Aktora
- dla Kunala Kapoora nominacja do Nagrody Filmfare dla Najlepszego Aktora Drugoplanowego
- dla Siddhatha nominacja do Nagrody Filmfare dla Najlepszego Aktora Drugoplanowego
- dla Sohy Ali Khan nominacja do Nagrody Filmfare dla Najlepszej Aktorki
- dla Kirron Kher nominacja do Nagrody Filmfare dla Najlepszej Aktorki
- dla A.R. Rahmana nominacja do Nagrody Filmfare za Najlepszą Muzykę